# 胃炎
胃炎（いえん、英: gastritis）とは、胃に起きる炎症のことである。そのエピソードは短期もあれば、長期にもなりえる。自覚症状がないこともあるが、症状がある場合に最も一般的なのは、上腹部の痛みである。ほか、悪心、嘔吐、鼓脹、食欲不振、胸やけなども起こりえる。合併症には胃出血、胃潰瘍、胃腫瘍などがある。萎縮性胃炎のケースではビタミンB12不足により貧血が起こっており、これは悪性貧血をひきおこす。
最も一般的な原因は、ヘリコバクター・ピロリへの感染と、非ステロイド性抗炎症薬（NSAIDs）使用によるNSAID潰瘍である。その他の原因には飲酒、喫煙、コカイン、深刻な病気、萎縮性胃炎、放射線療法、クローン病がある。検査には内視鏡、消化管造影検査、血液検査、便検査などが役立つ。また胃炎の症状は心筋梗塞の症状でもありえる。 ほか同様の症状を示すものには膵臓炎、胆嚢疾患、消化性潰瘍などがある。
胃炎の予防は原因となるものを避けることである。治療には制酸剤、H2ブロッカー、プロトンポンプ阻害薬などの薬が使われる。急性発作の場合には粘性のあるリドカインの服用が助けになりえる。胃炎がNSAIDsによる場合は、これを中止する。ピロリ菌が存在する場合には、抗生物質の組み合わせで除菌する。悪性貧血であるときは、ビタミンB12を経口または注射で摂取する。一般的に患者には、胃を痛める食事を避けるよう助言されている。
胃炎は世界のおよそ半分の人々に発生しているとされている。2013には約9000万人が新たに発症した。加齢に従って胃炎はより一般的になる。初期の経過は腸に起こる十二指腸炎と似ており、これにより2015年には5万人が死亡している。ピロリ菌は1981年にバリー・マーシャルとロビン・ウォレンにより初めて発見された。

## 徴候と症状

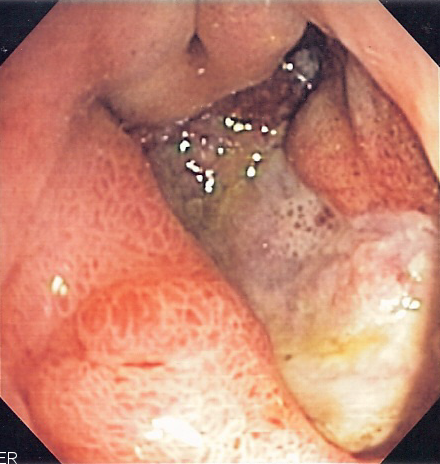
消化性潰瘍は胃炎と併発しうる

多くの人は胃炎にまったく症状を訴えないが、最も一般的な症状は腹部心窩の疼痛である。その痛みは、鈍い、漠然とした、燃えるような、ズキズキと、かじるような、ひりひりする、鋭い、などといった訴えとなりうる。
痛みの場所は通常は腹部の上部中央であるが、しかし腹部の左上部分から背中までの範囲でどこでも起こりえる。
その他、徴候および症状には以下がある。
- 悪心
- 嘔吐 (その重症度に応じ、透明、緑、黄色、血液筋、完全に血まみれである可能性がある)
- げっぷ(通常、行っても胃の痛みをやわらがない)
- 膨満感
- すぐに満腹になる[11]
- 食欲不振
- 原因不明の減量

## 原因

### 食事
根拠によれば、辛い食べ物やコーヒーといった特定の食物が消化性潰瘍の原因であることは確認されていない。しかし一般的に、人々は胃を痛める食事を避けるよう助言されている。

## 臨床分類
臨床的には一般に以下に分類される。

### 急性胃炎
胃粘膜の急性炎症で、臨床的には腹痛、嘔吐、消化管出血などの突発症状を呈し、飲酒、喫煙、薬物（NSAIDs、コカイン等）、ストレスなどが原因として上げられる。

### 慢性胃炎
慢性胃炎は、胃粘膜の慢性炎症と固有胃腺の萎縮、腺の過形成あるいは腸上皮化生を主要所見とする。固有胃腺の萎縮は幽門前庭部から胃体部へと加齢とともに拡大していく。1983年に発見されたヘリコバクター・ピロリ( Helicobacter pylori )と1987年に発見されたヘリコバクター・ハイルマニイ( Helicobacter heilmannii )の感染が慢性胃炎の一つの原因として注目されている。ヘリコバクター・ピロリ感染陰性の慢性胃腸炎患者の約半数がヘリコバクター・ハイルマニイに感染しているとの報告がある。

## 変遷
「胃炎」のメカニズムを、内科学・外科学・病理学の消化器学者達が、解析しいくと共に以下のように分類されていった。

### Schindler分類
1947年に、ドイツのルドルフ・シンドラー（Rudolf Schindler）が提唱した分類。
- 急性胃炎
  - 単純性胃炎‐腐食性胃炎‐出血性胃炎‐化膿性胃炎
- 慢性胃炎
  - 原発性‐表層性‐萎縮性‐肥厚性（間質性‐増殖性‐腺性）
  - 随伴性‐腫瘍性‐消化性潰瘍‐手術後

### 木村・竹本分類
1969年に、東京大学医学部第三内科の竹本忠良（後に東京女子医科大学教授）と、木村健（後に自治医科大学教授）によって提唱された分類。
現在でも実臨床で広く用いられている分類。

### Strickland ＆ Mackay 分類
1973年に、自己抗体を組み入れて提唱された分類。
- A型胃炎‐B型胃炎

### Sydney system
1990年に、オーストラリアシドニーで開催された「World Congress of Gastroenterology（世界消化器学会議）」で提唱された分類。
内視鏡的と組織学的な評価を融合させた分類。欧米を中心に作成された分類。

### Update Sydney system
1994年に、米国テキサス州ヒューストンでの消化器病理学者の会議で提唱され、1996年に「Sydney system」の改訂版として「 American Journal of Surgical Pathology」へ掲載された分類。

### 京都分類
2013年に、日本京都で開催された「第85回日本消化器内視鏡学会総会」で、「木村・竹本分類」を基本として「ヘリコバクター・ピロリ」の感染状態を付加して提唱された分類。

## 治療
制酸剤は軽度から中等度の胃炎に対しての一般的な治療法である。制酸剤が十分な効果減をもたらさない場合、H2ブロッカーやプロトンポンプ阻害薬など、酸の効果を減らす薬が処方されることが多い。
細胞保護剤は、胃と小腸を覆う組織を保護するのを助けるものであり、スクラルファートやミソプロストールが存在する。もしNSAIDsが常用されている場合には、これらの薬が併用されることが多い
ピロリ菌の除菌には、2種類の抗生物質とプロトンポンプ阻害薬のセットが使われている。ときどき保護剤としてビスマスが加えられる。

## 関連
- 腹痛
- 萎縮性胃炎
- 鳥肌胃炎
- 機能性胃腸症
- ヘリコバクター・ピロリ
- ヘリコバクター・ハイルマニ